# Metropolia tarnopolsko-zborowska Kościoła katolickiego obrządku bizantyjsko-ukraińskiego
Metropolia tarnopolsko-zborowska, jednostka administracyjna Kościoła katolickiego obrządku bizantyjsko-ukraińskiego na Ukrainie. Powstała w listopadzie 2011. W jej skład wchodzą:
- archieparchia tarnopolsko-zborowska
- eparchia buczacka
- eparchia kamieniecko-podolska